# Argentré
Argentré – miejscowość i gmina we Francji, w regionie Kraj Loary, w departamencie Mayenne.
Według danych na rok 1990 gminę zamieszkiwało 2160 osób, a gęstość zaludnienia wynosiła 59 osób/km² (wśród 1504 gmin Kraju Loary Argentré plasuje się na 267. miejscu pod względem liczby ludności, natomiast pod względem powierzchni na miejscu 170.).